# Tachina intermedia
Tachina intermedia är en tvåvingeart som först beskrevs av Henry J. Reinhard 1942.  Tachina intermedia ingår i släktet Tachina och familjen parasitflugor.
Artens utbredningsområde är Kalifornien. Inga underarter finns listade i Catalogue of Life.